# Boas Novas Belém
Boas Novas Belém é uma emissora de televisão brasileira sediada em Belém, capital do estado do Pará. Opera no canal 4 (36 UHF digital) e é uma emissora própria da Boas Novas. A emissora pertence à Fundação Boas Novas, sendo controlada pela Igreja Assembleia de Deus em Belém. Foi inaugurada em 1967 como TV Guajará, sendo a segunda emissora de televisão do estado e a mais antiga em operação, e foi adquirida pela igreja em 1995.

## História

### Antecedentes
A concessão para a segunda emissora de televisão de Belém foi outorgada pelo presidente Humberto Castello Branco em 15 de dezembro de 1964 ao empresário e deputado federal Lopo de Castro, proprietário da Rádio Guajará, fundada em 28 de dezembro de 1960. Foram investidos 2 milhões de cruzeiros na implantação da emissora, que, por desejo de seu fundador, foi a primeira a ser montada integralmente com equipamentos nacionais, fabricados pela Maxwell. Apenas os videotapes Ampex, adquiridos posteriormente, eram de fabricação estrangeira.
Devido a seu baixo orçamento, a emissora instalou-se no 25.º andar do Edifício Manoel Pinto da Silva, na Praça da República, na época a construção mais alta de Belém e do Norte do país. O local era ideal para a torre de transmissão, colocada no topo do prédio, mas também tinha problemas para a montagem dos estúdios, atravessados pelas colunas do prédio, obrigando os operadores de câmera a não as deixarem vazar no ar durante os programas locais. Já os escritórios eram separados por divisórias de madeira, dos mesmos caixotes por onde haviam chegado os equipamentos de transmissão.

### TV Guajará (1967–1995)

#### Rede Globo (1967–1976)
A TV Guajará foi inaugurada em 27 de março de 1967 operando no canal 4 VHF, seis anos após a pioneira TV Marajoara, emissora própria da Rede Tupi. Seu nome derivava da emissora de rádio, que por sua vez fazia referência à baía que banha a cidade de Belém, e seu primeiro logotipo, escolhido por Lopo de Castro, era um saci, em referência às lendas da Amazônia. Como o mandato de deputado federal exigia a presença constante de Lopo em Brasília, a presidência da emissora ficou a cargo de sua esposa, Conceição Lobato de Castro, que teve a distinção de ser a primeira mulher a dirigir uma estação de televisão no Brasil.
A TV Guajará foi uma das primeiras afiliadas da Rede Globo, que havia firmado um contrato experimental de seis meses com a emissora, logo depois estendido para um contrato fixo com duração maior, e também exibia conteúdos produzidos pela TV Record, que encabeçava a REI. A grade de programação local, que na época ia ao ar entre 17h e 0h, era composta basicamente de programas de entrevistas, música e notícias, como o Atualidades Guajará, exibido no encerramento da programação, e a versão local do infantil Capitão Furacão, além de filmes e séries.
Em seus primeiros anos no ar, havia intensa rivalidade com a TV Marajoara, a ponto de esta, na época em que se iniciaram as transmissões via satélite, reservar todos os horários disponibilizados pela Embratel para a retransmissão da Rede Tupi, forçando a TV Guajará a exibir toda a programação da Globo gravada. Em conjunto com a direção da emissora, foram traçadas estratégias para atrair os telespectadores. A primeira foi alterar a rota de envio das fitas, de modo que as mesmas deixassem de percorrer as afiliadas da região Nordeste antes de chegar a Belém, que passou a recebe-las diretamente do Rio de Janeiro, encurtando o atraso de exibição dos programas em relação à concorrente. A programação também foi reforçada com um pacote especial de filmes, e estrelas da Globo gravaram chamadas exclusivas para os telespectadores da TV Guajará. As medidas surtiram efeito e consolidaram a emissora na liderança.
A emissora também transmitia em conjunto com a TV Marajoara o Círio de Nazaré, onde os canais se uniam em pool intitulado Rede Paraense de Televisão. A Guajará era a mais beneficiada na transmissão, uma vez que a sua sede, até então localizada no 25.° andar do Edifício Manoel Pinto da Silva, ficava localizada entre as Avenidas Presidente Vargas e Nazaré, onde se inicia a reta final da procissão. O canal usava o terraço do edifício e instalava as câmeras para uma cobertura mais verticalizada da romaria.
Em 1975, a Rede Globo rompeu o seu contrato de afiliação com a TV Guajará em virtude das pressões exercidas pelo presidente Ernesto Geisel, que beneficiaram a sua mais nova concorrente, TV Liberal, em fase de implantação. Na época, a TV Liberal tinha como seu diretor e sócio o jornalista Ossian Brito, que virou um personagem fundamental não só na licitação que deu origem a concessão da emissora como também nas relações que motivaram a troca de afiliação, uma vez que era irmão do engenheiro técnico da Rede Globo, coronel Wilson de Souza Brito, e cunhado do general Gustavo Moraes Rego Reis, homem de confiança do presidente Geisel, tornando-se mais tarde seu chefe de gabinete militar. Outro motivo adicional foi o fato de a TV Guajará dar apoio incondicional a um dos desafetos políticos do presidente, o senador Jarbas Passarinho, que por sua vez era casado com Ruth de Castro, prima de Lopo de Castro.
A TV Guajará encerrou a sua afiliação com a Globo em 30 de abril de 1976, data em que chegou ao fim o contrato com a rede, e adotou uma programação independente a partir do dia seguinte. A perda da Globo prejudicou a emissora, que viu seus índices de audiência caírem repentinamente para o terceiro lugar, assim como o seu faturamento e anunciantes, que escaparam para a concorrência, levando a demissões, atrasos na folha de pagamento dos seus funcionários e ameaças de greve.

#### Rede Bandeirantes (1976–1990)
A situação de crise da TV Guajará perdurou até 1.º de novembro, quando firmou contrato com a Rede Bandeirantes, que iniciava a expansão do seu sinal pelo país. Na época, a programação da rede se resumia precariamente ao Jornal Bandeirantes e alguns videoclipes; com o passar do tempo outras atrações seriam adicionadas à grade nacional, como jogos de futebol e programas especiais. No final da década de 1970, a TV Guajará foi arrendada para o proprietário da TV Liberal, Romulo Maiorana (que mantinha um expediente similar na TV Marajoara antes de inaugurar sua própria emissora). Nesta época, com a administração de Alberto Bendahan e Irapuã Salles, foram produzidos programas com nomes que se tornaram célebres na televisão local, como Thompson Mota, Eloy Santos, Joaquim Antunes e Pierre Beltrand.

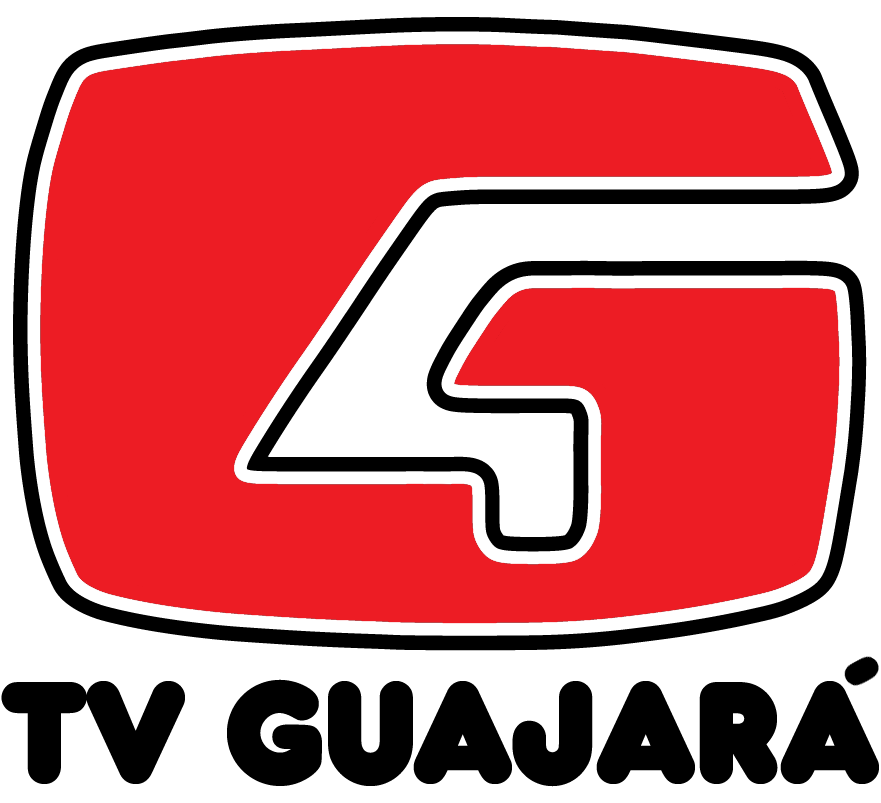
Logotipo da emissora entre 1984 e 1989

Em 1982, os acionistas originais da TV Guajará, Lopo e Conceição de Castro, transferiram suas cotas para o filho, Lopo de Castro Júnior, que assumiu a presidência da emissora e das rádios Guajará AM e FM (esta última inaugurada em 1984). O novo diretor promoveu uma reestruturação da emissora, comprando da massa falida dos Diários Associados os estúdios da TV Marajoara (fechada em 1980 com a cassação da Rede Tupi), localizados na Avenida Governador José Malcher, 1 332, no bairro de Nazaré, para onde a sede da TV Guajará e das rádios foi transferida. A emissora também renovou seus equipamentos de transmissão, adquirindo um transmissor RCA de 16 kW, o mais potente dentre as emissoras paraenses, e construiu nas novas instalações uma torre de 105 metros, garantindo ampla cobertura em Belém e região metropolitana. Durante a década de 1980, atrações locais como o TV Cidade (apresentado por Kzan Lourenço e posteriormente por Everaldo Lobato) e o Programa Carlos Santos na TV levaram novamente a TV Guajará para a liderança em audiência.
No fim da década de 1980, a Rede Bandeirantes firmou uma parceria com o ex-governador do Amazonas, Gilberto Mestrinho, para a retransmissão do seu sinal através da TV Rio Negro, pertencente a Francisco Garcia (que seria vice na chapa de Mestrinho para a eleição estadual de 1990). O acordo também se estendia ao Pará, onde o aliado político de Mestrinho, Jader Barbalho, estava montando sua própria emissora através do canal 10 VHF (Barbalho posteriormente comprou a RBA TV, deixando a concessão para seu sócio, Carlos Santos). Mais uma vez, a TV Guajará foi preterida em favor de alinhamentos políticos, tendo de procurar uma nova afiliação a partir de 1990. A emissora fechou contrato com a Rede Record, que, após ser vendida para o bispo da Igreja Universal do Reino de Deus, Edir Macedo, também começava a expandir seu sinal pelo país, da mesma forma que a Rede Bandeirantes em 1976, e a TV Guajará tornou-se a sua primeira afiliada.

#### Rede Record (1990–1995)
A TV Guajará deixou a programação da Rede Bandeirantes em 14 de outubro de 1990, mesmo dia em que era realizado o Círio de Nazaré em Belém. Pelas duas semanas seguintes, a emissora gerou localmente a sua programação, com exceção do Jornal da Record, única atração retransmitida da nova rede até a estreia definitiva da programação, que ocorreu em 1.º de novembro. Com a troca de afiliação, a Rede Bandeirantes passou a ser retransmitida de maneira parcial pela Rede Cultura do Pará (que dividia a afiliação com a TVE Brasil) até 1993, quando a RBA TV assumiu a sua afiliação no lugar da Rede Manchete.
Com a troca de afiliação, a situação financeira da TV Guajará voltou a se complicar, uma vez que a Record ainda buscava se estabelecer no mercado e sua programação inicial não era atrativa para os anunciantes. Além disso, a família Castro havia contraído empréstimos para financiar a compra de novos equipamentos e, em razão da crise monetária enfrentada pelo Brasil, que havia trocado de moeda duas vezes desde 1986, as dívidas foram aumentando exponencialmente a cada desvalorização. Com o problema se somando à perda de influência política de seus proprietários e o desinteresse pelas comunicações, os mesmos se viram na necessidade de vender todos os seus veículos.

#### Venda para a Rede Boas Novas
Em 1993, Lopo de Castro Júnior vendeu a Guajará FM (hoje Liberdade FM) para a Igreja do Evangelho Quadrangular do Pará, liderada pelo pastor Josué Bengtson, e a Rádio Guajará (renomeada como Rádio Transpaz, hoje Rádio Boas Novas), para a Igreja Assembleia de Deus em Belém, do pastor Firmino Gouveia. Tanto a IEQ quanto a Assembleia de Deus alugavam horários na TV Guajará desde a década de 1980, apresentando respectivamente os programas Prece Poderosa e Boas Novas no Lar nas manhãs da emissora.
Em 27 de janeiro de 1995, foi a vez da TV Guajará ser colocada à venda. Para proteger a sua cobertura no estado, a Rede Record ofereceu 2,8 milhões de dólares pela emissora. No entanto, devido ao êxito da venda da Rádio Transpaz, Lopo deu preferência à proposta da Assembleia de Deus, que ofereceu 3 milhões de dólares. Assim como na compra da rádio, o pastorado da igreja mobilizou todos os seus fiéis no Pará em busca de doações e contou também com o apoio da Igreja Evangélica Assembleia de Deus no Amazonas (IEADAM), responsável pela Rede Boas Novas, com a qual mais tarde firmou um contrato de parceria para administrar os veículos.
Em 10 de março, o pastor Firmino Gouveia e Lopo de Castro Júnior se reuniram para fechar o acordo de compra da TV Guajará, ficando acertado que a Assembleia de Deus deveria pagar 24 parcelas de 125 mil dólares por mês para concretizar a transação. Os termos do contrato foram assinados entre as partes, e cinco dias depois a Assembleia de Deus tomou posse da emissora.

### Boas Novas (1995–presente)
Em 15 de março, mesmo dia em que a Rede Boas Novas completou dois anos no ar, a TV Guajará tornou-se uma emissora própria da rede, passando a se chamar RBN Belém. A nova administração da emissora substituiu todos os programas produzidos até então por produções voltadas ao público evangélico, por vezes transmitidos em cadeia com a RBN Manaus, e doou o acervo de imagens e vários equipamentos históricos da então TV Guajará para o Museu da Imagem e do Som do Pará. A programação secular da Record continuou sendo exibida pela RBN, porém devido à associação entre a rede e a Igreja Universal do Reino de Deus, que disputava o mesmo público-alvo da Assembleia de Deus, a emissora não renovou o seu contrato de afiliação, previsto para expirar naquele ano, e passou a repetir a programação da CNT em 19 de novembro. Por sua vez, a Record ficou sem sinal em Belém até 1997, quando finalizou as negociações para a compra da concessão do canal 10 VHF, que deu origem à TV Record Pará.
Em 1997, Samuel Câmara assumiu o pastorado da Igreja Assembleia de Deus em Belém no lugar de Firmino Gouveia e deu continuidade aos compromissos firmados pela igreja com a criação do projeto Visão 2000, que buscava a contribuição mensal de voluntários (chamados de "mantenedores") para arcar com as despesas da Rede Boas Novas. O projeto mais tarde se transformou na Missão Boas Novas e seus voluntários passaram a ser conhecidos como "semeadores". Com a ajuda dos fiéis, a igreja continuou a pagar a cota mensal de 40 mil reais para manter o seu sinal via satélite, as últimas parcelas de compra da emissora (quitada em março de 1998), e modernizou todos os seus equipamentos, que já estavam completamente obsoletos. Em outubro do mesmo ano, a RBN Belém deixou os antigos estúdios da Avenida Governador José Malcher e migrou para a sede do Seminário Teológico da Assembleia de Deus, no bairro do Marco, onde passou a funcionar juntamente com a Rádio Transpaz.
Em 5 de setembro de 1999, juntamente com a emissora de Manaus, a RBN Belém deixou de ser afiliada à CNT para exibir uma programação independente e integralmente evangélica. Em 2007, com a reformulação da marca da rede, a emissora passou a se chamar Boas Novas Belém.

## Sinal digital
| Canal virtual | Canal digital | Resolução de tela | Programação                     |
| ------------- | ------------- | ----------------- | ------------------------------- |
| 4.1           | 36 UHF        | 1080i             | programação da Boas Novas Belém |

Transição para o sinal digital
Com base no decreto federal de transição das emissoras de TV brasileiras do sinal analógico para o digital, a Boas Novas Belém, bem como as outras emissoras de Belém, cessou suas transmissões pelo canal 4 VHF em 30 de maio de 2018, seguindo o cronograma oficial da ANATEL.

## Programas
Juntamente com a programação gerada pela Boas Novas a partir de Manaus, a Boas Novas Belém produz atrações voltadas ao público paraense, como o Voz da Assembleia de Deus, apresentado por Samuel Câmara, e o Voz Mulher, apresentado por Rebekah Câmara. Diariamente, são exibidos cultos locais ministrados pelos pastores da igreja, a partir do Templo Central da Assembleia de Deus, no bairro Nazaré, ou do Centenário Centro de Convenções, no bairro do Mangueirão.

## Controvérsias

### Umbanda antes da Santa Missa
Em janeiro de 1975, a então TV Guajará foi pioneira na televisão local ao produzir e exibir ao vivo nas manhãs de domingo a Santa Missa. A ideia partiu do então arcebispo de Belém, Dom Alberto Gaudêncio Ramos, que argumentou que a capital paraense era uma das poucas cidades do país em que não havia uma missa televisionada, e fazia questão de celebra-la pessoalmente. Dois meses depois, em 2 de março, a sua concorrente TV Marajoara também resolveu produzir a sua própria Santa Missa, celebrada pelo padre Joaquim Farinha, que na sua estreia também contou com a presença do arcebispo coadjutor de Manaus, Dom Milton Correia Pereira, e de Dom Alberto, como concelebrantes. Ao notar as chamadas de estreia da Santa Missa na concorrente da TV Guajará na véspera de sua exibição, o então diretor da emissora, Alamar Régis Carvalho, ficou surpreso ao saber que Dom Alberto iria participar da celebração e considerou aquilo como um ato de traição.
Como retaliação, Alamar resolveu gravar nos estúdios da TV Guajará um rito de umbanda, que seria levado ao ar na manhã do dia seguinte, antes da Santa Missa. Ele então telefonou para o proprietário da emissora, Lopo de Castro, inventando que queria gravar um especial com o sacerdote Joãozinho da Gomeia, que estava em visita a Belém (embora Joãozinho já tivesse morrido há quatro anos), e ordenou que seu auxiliar, José Paulo Costa, fosse atrás de adeptos para fazer o programa. Para montar o cenário da atração, Alamar comprou velas em um mercado no térreo do edifício onde ficava a sede da emissora e fez com que o dono do armazém O Mandarim abrisse sua loja a altas horas da noite para comprar fitas e outros elementos que pudessem caracterizar um terreiro.
O especial foi gravado e editado para exibição durante toda a madrugada, e na manhã de domingo o estúdio estava limpo para que o padre Bruno Sechi, que iria celebrar a missa no lugar de Dom Alberto, pudesse preparar o altar com seus assistentes, sem saber do que havia acontecido horas antes no mesmo local. Durante a exibição da Sessão de Umbanda (como anunciado nas chamadas in-off levadas ao ar na noite anterior, nos intervalos da "novela das oito"), os funcionários da emissora trancaram o padre dentro do estúdio para que ele não fosse ao controle mestre e percebesse o que estava sendo exibido antes que ele desse início à celebração.
O fato gerou uma grande indisposição entre a Arquidiocese de Belém do Pará e a TV Guajará. Em uma longa matéria publicada na edição do dia seguinte do jornal A Província do Pará, Dom Alberto excomungou os envolvidos no episódio, em especial o diretor Alamar Régis Carvalho, e dias depois publicou um decreto arquidiocesano sobre normas para celebração de missas na televisão, proibindo expressamente a realização das mesmas em locais onde se realizam ritos de macumba. Depois de muitos diálogos entre a arquidiocese e a emissora, a situação foi contornada e a TV Guajará voltou a produzir a Santa Missa aos domingos, mantendo-a em sua programação até meados da década de 1980.

### "Ato libertário" de Inri Cristo
A TV Guajará ficou novamente no centro de uma questão religiosa, desta vez de uma forma indireta, em 1982, quando recebeu como convidado do programa de Eloy Santos, entre os dias 24 e 26 de fevereiro, o astrólogo Álvaro Thais, popularmente conhecido como Inri Cristo. Inri havia chegado a Belém em maio de 1981, com o objetivo, segundo o próprio, de fundar a SOUST (Suprema Ordem Universal da Santíssima Trindade), e ficou famoso por suas pregações contra a igreja católica, afirmando que ele próprio era "Jesus Cristo de carne e osso" e não uma imagem no altar.
Durante um dos programas, que atraíram enorme audiência para a TV Guajará e multidões de pessoas para a porta do Edifício Manoel Pinto da Silva, Inri teria "curado" um suposto paralítico diante de uma comissão de médicos e psicólogos, e em sua última participação, que durou cerca de três horas, convocou os telespectadores a participarem do "ato libertário contra a igreja católica" na Catedral Metropolitana de Belém, em 28 de fevereiro. No referido episódio, que atraiu mais de 10 mil pessoas, Inri invadiu a catedral, que na ocasião celebrava uma missa especial para crianças, agrediu o diácono que fazia a celebração e quebrou um crucifixo que tinha a imagem de Jesus Cristo no altar da igreja. Os fiéis que acompanhavam a missa protestaram contra Inri, tendo um deles jogado em sua direção uma cadeira, que pegou e colocou sobre a mesa onde estava de pé falando para a multidão. Uma guarnição da Polícia Militar do Estado do Pará foi chamada para acabar com a invasão, e Inri foi levado para o Presídio São José Liberto, onde ficou detido durante 15 dias.